# Lagrange Point
Lagrange Point (ラグランジュポイント 'Raguranju Pointo'?) es un videojuego de rol desarrollado por Konami y publicado para Famicom en abril de 1991, Exclusivamente en Japón.
Lagrange Point tiene la distinción de ser el único juego lanzado con el chip VRC7 de Konami dedicado a la síntesis de audio de Konami, lo que permitió una drástica mejora en la calidad de la música y los efectos de sonido utilizados en el juego. Sin embargo, la inclusión de este chip aumentó drásticamente el precio del juego a alrededor de 8500 yenes. El juego nunca fue localizado para un mercado norteamericano o europeo, sin embargo una traducción no oficial fue lanzada por Aeon Génesis en octubre de 2014.
El modo de juego es bastante típico para un juego de rol desarrollado durante la época. Tiene una alta tasa de encuentro al azar con enemigos, El sistema de batalla es simple permitiendo el uso de objetos, elegir ataques especiales y el intercambio entre los miembros del equipo. Incluso hay un sistema de automático que permite superar muchos encuentros simplemente pulsando el botón A.
Además de poder intercambiar al personaje principal en cualquier momento a través del menú. Los entornos son variados, en su mayoría como en otros juegos de la época, el diseño de niveles hace uso de los laberintos y de rompecabezas para aumentar la duración del juego.
El guardado de la partida se realiza mediante terminales en diversas partes de juego y no manualmente a través del menú.